# Армянская сила
«Армянская сила» (англ. Armenian Power; также «Армянская мафия», или Армянская группировка) — криминальная организация США и уличная банда, базирующаяся в Округе Лос-Анджелеса, Калифорния. Группировка занимается перевозкой наркотиков, убийствами, мошенничеством, кражей личных данных, незаконными играми, похищением, рэкетом, грабежом, вымогательствами. Считается, что в группировку входит около 250 членов. Согласно данным федеральной прокураторы США несколько сотен членов входит в связанные с группировкой банды.

## История
Группировка «Армянская сила» имеет устойчивые связи с российской организованной преступностью. Причина в том, что организованная преступность как в Советском Союзе, так и в России всегда была мульти-этнической. В группировку входят также испаноговорящие члены. Летом 1988 года два десятка бандитов прибрали к рукам парковку возле одного из мини-маркетов в восточном Голливуде и сделали из неё свою штаб-квартиру. Они запугивали посетителей ресторанов в супермаркетах и магазинах одежды, вынуждая владельцев брать в качестве специалистов по безопасности офицеров из полиции Лос-Анджелеса.
Члены банды «Армянская сила» обычно носят классическую одежду городских уличных бандитов: мешковатые штаны цвета хаки, помятые белые футболки, сетки для волос, темно синие кепки и солнцезащитные очки в стиле LOCS. У многих татуировки и оружие.
Считается, что к 1997 году Армянская Сила была ответственна за десяток убийств, совершенных из движущихся автомобилей.
Банда «Армянская сила» состоит примерно из 250 человек, что относительно не много по сравнению с другими этническими группировками США. Банды выходцев из Закавказья в целом в США составляют только 14 % от всего количества членов банд других этнических или расовых группировок.
Гангстерская активность никогда не была особенно заметна в армянской общине на восточном побережье, состоявшей из выходцев из Армении, иранских армян и армян из Ливана. Уникальный этнический состав Лос-Анджелеса, в котором смешались множество гангстерских группировок, сыграл главную роль в появлении группировки Армянская Сила.
Статус «Армянской силы» как высоко организованной преступной группы, а не простой уличной банды, стал очевиден, когда армянские гангстеры оказались замешанными в мошенничестве с программой медицинских страховок для бедных в 2010 году.
Согласно официальному сайту ФБР: «Банда, называемая „Армянская сила“ из Южной Калифорнии выглядит как традиционная уличная группировка, члены которой идентифицируют друг друга одеждой и татуировками, но в действительности это международный преступный синдикат, нелегальная деятельность которого простирается от банковского мошенничества и кражи личных данных до жестокого вымогательства и похищений».

## Латино-армянский конфликт
В начале 2000-х у «Армянской силы» был конфликт с членами латиноамериканской банды, но считается, что в последние годы конфликт заглох. 22 мая 2000 года Армен Петросян (Молчаливый) один из основателей «Армянской силы» был застрелен Хосе Аргуэта, членом латиноамериканской банды «Вайт Фэнс» (Белый Забор). 24 мая того же года члены латиноамериканской банды застрелили армянина в одном из ресторанов в Голливуде, Калифорния. После чего Armenian Power нанесли ответный удар. Отмечалось, что это была уже третья стычка между армянами и латиноамериканскими бандитами в этом месяце. Убийство в 2000 году 17-летнего латиноамериканца возле Высшей школы Гувера молодыми армянскими бандитами привело к диалогу с целью прекращения насилия между этими группировками.

## Операция «Отключение электроэнергии»
16 февраля 2011 года во время операции под названием «Отключение электроэнергии» около 800 федеральных и местных представителей силовых структур арестовали около 100 человек, предположительно принадлежащих армянской преступной организации в районе Лос-Анджелеса. Значительная часть преступлений были по своей природе «бело-воротничковыми», включающими манипуляции с личными данными, такие, например, как скимминг кредитных карт. Перечень преступлений включал: похищения, мошенничество, вымогательства, кража личных данных, незаконное ростовщичество, грабеж, запугивание свидетелей, перевозка наркотиков, распространение наркотиков, включая выращивание марихуаны и доставку наркотиков в тюрьму, преступления, связанные с оружием, убийства.

## Участие в военных кампаниях
В 2014 году двое бандитов из Лос-Анджелеса, один принадлежащий к группировке «Армянская сила», а другой к «Суреньос», были опознаны на видеоплёнке в сирийской войне на стороне правительства Асада.